# Amándote (telenovela argentina)
Amándote  fue una telenovela argentina producida y emitida por Canal 11 en 1988. Fue escrita por Ligia Lezama . Protagonizada por Arnaldo André y Jeannette Rodríguez. Coprotagonizada por Jorge Barreiro, Gino Renni, Marta Albertini, Marcelo Alfaro y Gabriel Corrado. Antagonizada por Lupita Ferrer, Marina Skell y Liliana Simoni. También, contó con las actuaciones especiales de Rodolfo Machado y la primera actriz María Concepción César. Y la participación de Tincho Zabala como actor invitado.

## Sinopsis
La telenovela Amándote, escrita por Ligia Lezama y encabezada por Arnaldo André, Lupita Ferrer y Jeanette Rodríguez, contaba la historia de Carolina (Jeannette Rodríguez), una camarera de un lujoso hotel de Miami, que conoce a Martín Arana (Arnaldo André), un piloto de avión argentino, seductor e infiel. Él es un mujeriego, lo lleva en los genes, ya que tanto su padre como su abuelo son un par de incorregibles "falderos". Él consigue seducir a Carolina en Miami, y aunque sienta que ella no es como todas las demás,  Martín regresa a Buenos Aires, intentando olvidar el romance con la muchacha.  
Enamorada de él, y al no soportar la ausencia, Carolina lo sigue y descubre que se va a casar con Lisette Mistral (Lupita Ferrer), la directiva de una revista con la que no puede evitar serle infiel, al igual que con un tendal de mujeres que se cruzarán en su camino. Vuelven a encontrarse en Buenos Aires, pero ahora Carolina está involucrada sentimentalmente con el gentil y confiable Sergio, hermanastro de Martín. Aunque en su corazón sigue el fuego del comandante Arana prendido a pleno.  
En Buenos Aires, Carolina conocerá también a Emiliano Soria, el padre que la abandonó al nacer, pero ni su esposa ni su hija aceptan a Carolina, considerándola una bastarda caza fortunas.
Este triángulo amoroso tuvo su continuación en 1990 con Amándote II, pero ya sin Jeanette Rodríguez.

## Elenco
- Arnaldo André - Martín Arana
- Jeannette Rodríguez - Carolina Belloso/Soria
- Lupita Ferrer - Lisette Mistral
- Rodolfo Machado - Alfonso Arana
- Marina Skell - Linda Mistral de Arana
- Gino Renni - Paolo Francesco Pierroni
- Marilyn Romero - Sarita Cárdenas
- Jorge Barreiro - Emiliano Soria
- Constanza Maral - Alegría Soria
- María Concepción César - Michelle Alarcón
- Gabriel Corrado - Sergio Arana
- Ivo Cutzarida - César Barrera
- Tincho Zabala - Román Arana
- Elsa Piuselli - Fernanda Alarcón
- Marcela Ruiz - Victoria 'Vicky' Alarcón
- Marcelo Alfaro - Mario Soria
- Marcelo Dos Santos - Christian
- Marta Albertini - Nacha Prado
- Regina Lamm - Giuliana Mistral de Soria
- Liliana Simoni - Luciana "Lucky" Soria
- Boy Olmi - Ángel Mistral
- Ana María Campoy - Purísima Arana
- Paola Papini - Yanira Soria
- Valentina Fernández de Rosa - Victoria Prado
- Augusto Kretschmar - Enrique Soria
- Cecilia Maresca - Eva Miranda
- Patricia Sarán - Marisa
- Sara Krell - Tula
- Miguel Habud - Alvaro
- Darwin Sánchez - Enzo Millani
- María Socas - Diva
- Mara Croatto - Mirta
- Roberto Fiore - Periodista Italiano
- Ginette Reynal - Leticia
- Monica Guido - Monique
- Agustín Lozano - Alejandro Barón
- Mónica Gonzaga - Mia
- Jorge Schubert - Dino
- Ramiro Blas - Bailarín
- Betty Villar

## Banda sonora
- https://www.youtube.com/watch?v=nWji2pgzIXQ